# Насименту Родригес, Лоренси ду
Лоре́нси ду Насиме́нту Родри́гес, более известный просто по имени Лоренси (порт.-браз. Lourency do Nascimento Rodrigues; 2 января 1996, Жуан-Лисбоа, штат Мараньян) — бразильский футболист, нападающий эмиратского клуба «Хаур-Факкан».

## Биография
Лоренси Родригес попал в школу профессионального клуба «ЖВ Лидерал» (Императрис) в 16-летнем возрасте в 2012 году. В следующие два года также стажировался в школах «Интернасьонала» (Порту-Алегри) и «Сабии» (Кашиас). В 2015 году попал в молодёжный состав «Шапекоэнсе».
На профессиональном уровне дебютировал 30 января 2016 года в домашней игре «Шапекоэнсе» против «Интера» (Лажис) в рамках чемпионата штата Санта-Катарина. Молодой нападающий вышел на замену Ананиасу и провёл на поле 11 минут. «Шапе» одержал победу со счётом 2:1. До конца турнира сыграл ещё в двух матчах и вместе с командой завоевал титул чемпиона штата Санта-Катарина.
6 апреля дебютировал в розыгрыше Кубка Бразилии, выйдя на замену Лукасу Гомесу на 68-й минуте гостевой встречи против «Принсесы ду Солимойнс». Матч также закончился победой «Шапекоэнсе» со счётом 2:1.
В бразильской Серии A дебютировал 15 мая 2016 года в гостевом матче против «Интернасьонала» (0:0). Лоренси вышел на замену Ананиасу в компенсированное время. Всего сыграл до конца года в восьми матчах чемпионата страны. Свой первый гол Лоренси забил в ворота «Флуминенсе» в матче 25 тура, состоявшемся 15 сентября. Лоренси вновь вышел на замену при счёте 1:1 на 61-й минуте, а за минуту до конца основного времени забил победный гол своей команды.
На международном уровне Лоренси дебютировал 21 сентября 2016 года в гостевом матче Южноамериканского кубка против аргентинского «Индепендьенте» (0:0). Лоренси также сыграл в ответном матче с «Королями кубков». Команды так и не смогли распечатать ворота друг друга, а «Шапе» был сильнее в серии пенальти.
«Шапе» в итоге сумел впервые в своей истории выйти в финал международного турнира. 28 ноября 2016 года большая часть основы «Шапекоэнсе» разбилась при падении самолёта BAe 146 рейса 2933 во время полёта из Санта-Круса (Боливия) в Медельин (Колумбия) на первую игру финала ЮАК. Лоренси не был включён в заявку на матч и не полетел с командой в связи с тем, что Кайо Жуниор отпустил игрока на финал молодёжного чемпионата Санта-Катарины (до 20 лет), который должен был пройти в день финала ЮАК. Позже КОНМЕБОЛ присудила победу в турнире «Шапекоэнсе».
В 2017 году Лоренси остался одним из немногих игроков прошлогоднего состава «Шапекоэнсе», которые продолжили играть в команде. В начале года Лоренси редко появлялся на поле, сыграл лишь в одном матче чемпионата штата, но также поучаствовал в завоевании первого титула после трагедии в Колумбии. С середины года чаще попадает в состав. 22 июля забил свой второй гол в карьере, и вновь это позволило «Шапе» одержать гостевую победу в чемпионате Бразилии — на этот раз над «Виторией» (2:1).
В сентябре 2017 года был отдан в аренду в «Вила-Нову» (Гояния), выступающую в бразильской Серии B. В 2018 году на правах аренды выступал за «Гремио Бразил».
В июле 2019 года Лоренси стал игроком португальского клуба «Жил Висенте».

## Титулы и достижения
- Чемпион штата Санта-Катарина (2): 2016, 2017
- Обладатель Южноамериканского кубка (1): 2016